# 文徳守
文 徳守（ムン・ドクス、문덕수、1928年12月8日 - 2020年3月13日）は、韓国の詩人である。雅号は心山である。慶尚南道咸安郡出身。本貫は南平文氏。

## 略歴
1928年12月8日、慶尚南道の咸安で生まれる。弘益大学校の国文科と高麗大学校大学院を卒業した。
高校の教師となった後、済州大学校で教授を歴任した。韓国現代詩人協会会長、韓国ペンクラブの副会長などを務めた。現代文学賞、現代詩人賞、ペン文学賞などを受賞した。
1955年、『現代文学』に「沈黙」、「化石」、「風の中で」の詩で、文壇に登壇した。彼が1960年代に発表した詩では、純粋心理主義の傾向を求めて、現実の情況を象徴的に反映した内面世界の美学を目指していた。そのため、彼の詩の世界は、内面的な心理を表した抽象的なイメージが主になっている。特に、詩の時間性と音楽性までも造形的なイメージに変えるユニークな実験も行っている。

## 受賞歴
- 1964年、現代文学賞
- 1978年、現代詩人賞
- 1985年、ペン文学賞

## 主な作品
詩集
- 1956年、『황홀』(恍惚)[3]
- 1966年、『선.공간』(線・空間)
- 1976年、『영원한 꽃밭』(永遠な花畑)
- 1980年、『살아남은 우리들만이 다시 6월을 맞아』(生き残った我々だけが再び6月を迎えて)
- 1982年、『다리 놓기』(橋を架ける事)
- 1983年、『문덕수 시선』(文德守の視線)
- 1985年、『조금씩 줄이면서』(少しずつ減らしながら)
- 1986年、『그대 말씀의 안개』(そなたの言葉の露)
- 1994年、『사라지는 것들과의 만남』(消えていくものとの出会い)
- 1996年、『금붕어와 문화』(金魚と文化)
- 1997年、『빌딩에 관한 소문』(ビルに関する噂)
- 2002年、『꽃잎세기』(花弁数え)
- 2009年、『우체부』(郵便配達人)

研究書
- 1969年、『현대문학의 모색』(現代文学の模索)
- 1971年、『현대한국시론』(現代の韓国詩論)
- 1981年、『한국모더니즘시연구』(韓国のモダニズム研究)
- 1985年、『현실과 휴머니즘 문학』(現実とヒューマニズム文学)